# Mencey

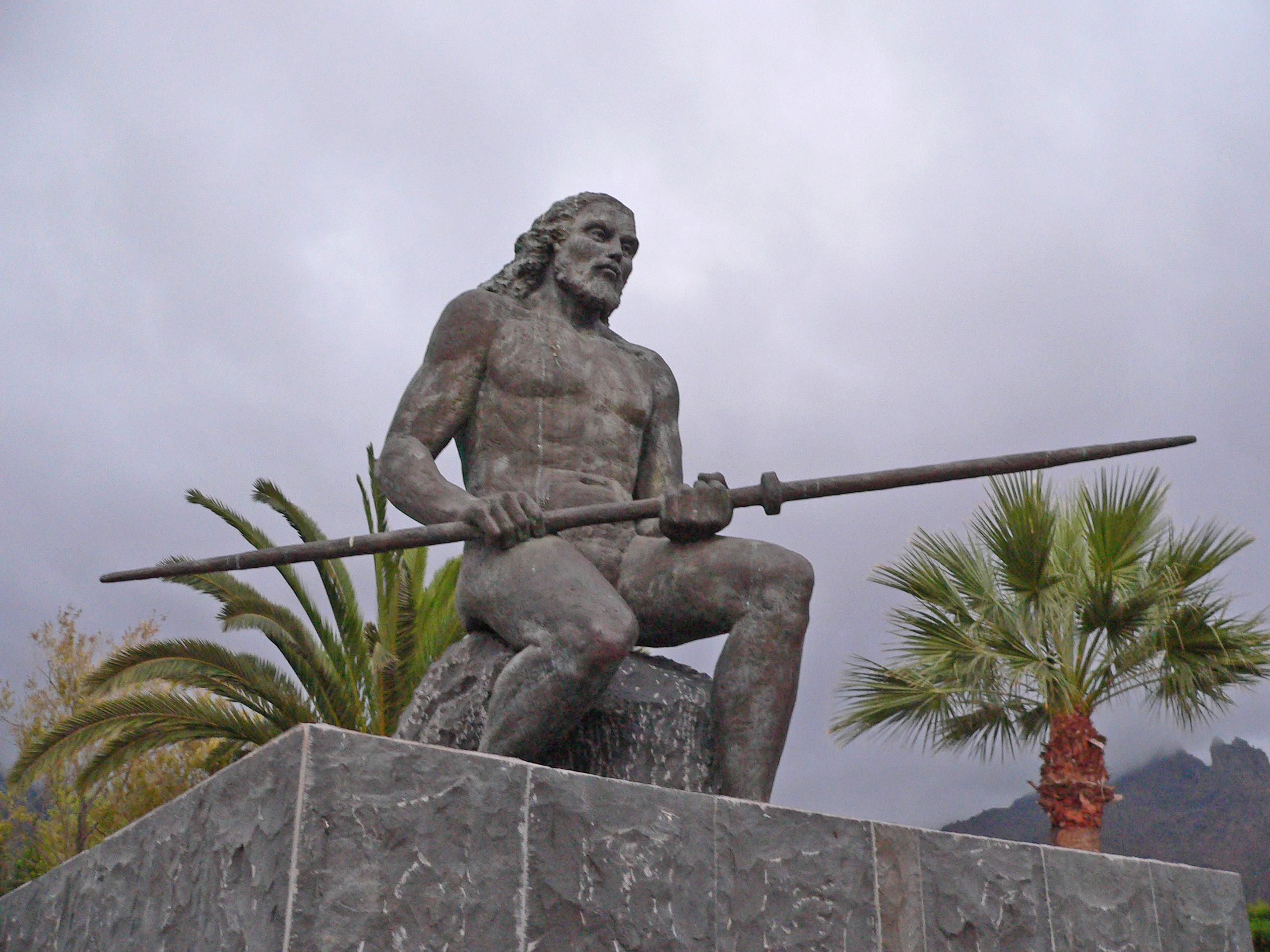
Estàtua de Tinerfe el Gran a Adeje, Tenerife

Mencey era el monarca o rei dels guanxes de Tenerife, que regia un menceyat (o territori). L'equivalent a Gran Canària es denomina guanarteme. A Tenerife, l'últim gran mencey va ser Tinerfe el Gran; cal destacar que molts dels noms dels menceys són producte de la imaginació del poeta Antonio de Viana, nascut gairebé vuitanta anys després de la conquesta de Canàries. Gràcies a alguns manuscrits anteriors a ell, es conserven noms de menceys i guerrers com el de Benytomo (Bencomo), fill del Mencey Sunta, que tenia la seva cort a Adeje (cent anys abans de la conquesta) i governava tota l'illa. Va tenir nou fills legítims i un d'il·legítim, que posteriorment es van rebel·lar i van dividir l'illa en nou menceyats:
- Daute: ocupava l'extensió dels municipis actuals d'El Tanque, Los Silos, Santiago del Teide, Buenavista del Norte i Garachico.
- Abona: ocupava l'extensió dels actuals municipis de Fasnia, Arico, Arona, San Miguel de Abona i Granadilla de Abona. Limitava amb el menceyat de Güímar al NE, amb el d'Adeje al sud, al N amb Las Cañadas del Teide i al S amb el mar.
- Taoro: ocupava l'extensió dels actuals municipis de Puerto de la Cruz, La Orotava, La Matanza de Acentejo, Los Realejos i Santa Úrsula.
- Adeje: ocupava l'extensió dels actuals municipis de Guía de Isora, Adeje i Vilaflor.
- Anaga: ocupava part de l'extensió dels actuals municipis de Santa Cruz de Tenerife i San Cristóbal de La Laguna.
- Icod: ocupava l'extensió dels actuals municipis de San Juan de la Rambla, La Guancha, Garachico i Icod de los Vinos.
- Güímar: ocupava l'extensió dels actuals municipis d'El Rosario, Candelaria, Arafo i Güímar.
- Tegueste: ocupava l'extensió dels actuals municipis de Tegueste, part de la zona costanera de San Cristóbal de La Laguna i la mateixa horta lagunera.
- Tacoronte: ocupava l'extensió dels actuals municipis de Tacoronte i El Sauzal.

A més, existia un petit territori per al seu fill il·legítim que posteriorment s'anomenarà Punta del Hidalgo Pobre (actualment Punta del Hidalgo). Els menceys tenien un lloc de reunió anomenat tagoror.